# Tony Clifton
Tony Clifton är ett svenskt indierockband, bildat på Gotland 2001. Gruppen släppte sin debut-ep Tony Clifton EP 2006, som var en av de bäst säljande singlarna på cdon.com i december samma år. I november 2008 släppte bandet sitt första album White Elephant, och 2011 kom uppföljaren At Sixes And Sevens. Bandet har spelat på flera av Sveriges största festivaler som Peace & Love, Storsjöyran, Arvikafestivalen, Pier Pressure. 

## Historia
Gruppen skrev ett kontrakt med förlaget Sony/ATV Music Publishing 2003. Bandet har turnerat i Lettland vid flera tillfällen och lyckades 2004 vinna Grand Prix för sin liveshow vid musikfestivalen Liepājas dzintars, ett pris som inte hade delats ut på över 20 år. 2008 släppte gruppen sitt debutalbum White Elephant. Musikvideon till singeln "Deliverance" belönades med priset "Årets Musikvideo" vid Dalarnas Videofestival 2009. De flesta av bandets låtar skrivs av sångaren Johannes Hallbom och all grafisk design görs av gitarristen Mattias Hallbom.

## Medlemmar
- Johannes Hallbom - sång, gitarr, piano
- Jakob Larsson - trummor
- Emil Stenström - bas, sång
- David Löfqvist - gitarr
- Mattias Hallbom - gitarr, keyboards, sång

## Diskografi

### Album
- 2008 - White Elephant
- 2011 - At Sixes And Sevens

### EP
- 2006 - Tony Clifton

Singlar
- 2007 - Alone